# Ligne de tramway 95 (Paris)
La ligne de tramway 95 est une ligne de l'ancien tramway d'Île-de-France qui reliait la place de l'Opéra à Paris avec deux antennes, l'une vers la gare des Pavillons-sous-Bois (95a) et l'autre vers le quartier de La Boissière à Montreuil entre 1896 et 1934. 

## Histoire

### Origines

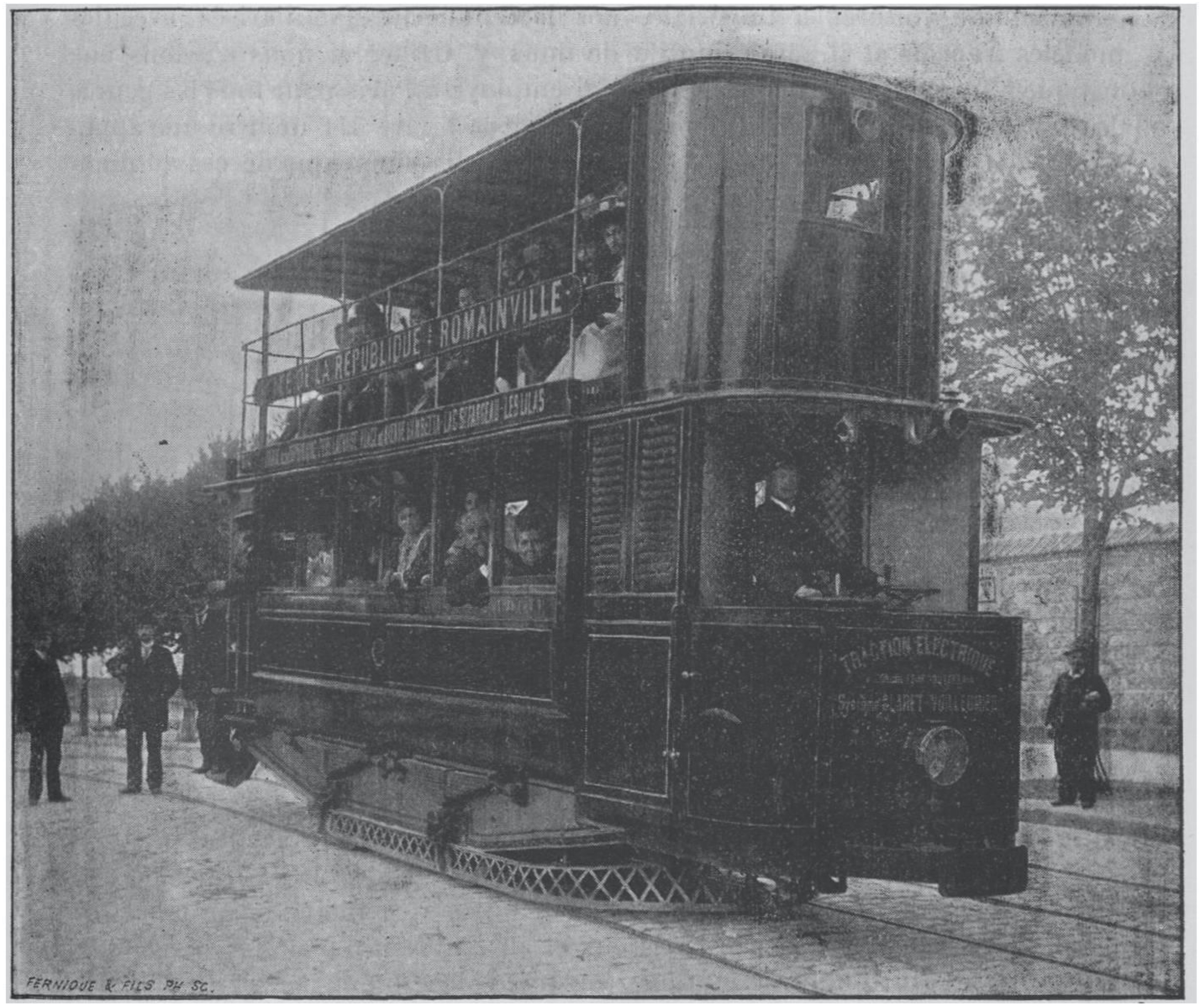
Automotrice à accumulateurs, sur la ligne.

Le 18 août 1893, M. Larmoyer se voit attribuer la concession d'une ligne de tramway depuis la place de la République à Paris jusqu'à Romainville. Celui-ci cède la concession à Jean Claret qui se substitue la Compagnie du tramway de Paris à Romainville (TR), dont il est néanmoins nommé président du conseil d'administration. La ligne est mise en service le 1er juin 1896 au moyen d'automotrices électriques à accumulateurs, alimentées par un système de plots système Claret et Vuilleumier ; ce système est abandonné pour l'emploi du fil aérien en 1900. La ligne est alors longue de sept kilomètres.

### Intégration à l'Est parisien
Le 3 mars 1900, la ligne est absorbée dans le réseau de la nouvelle compagnie des Tramways de l'Est parisien, compagnie créée par la fusion de différentes compagnies dont la compagnie du Tramway de Romainville. La même année, elle est prolongée à Paris de la place de la République à la place de l'Opéra, tandis que deux antennes sont créées depuis Romainville, l'une vers la gare des Pavillons-sous-Bois à laquelle on attribue l'indice 1 et l'autre vers le quartier de La Boissière à Montreuil à laquelle on attribue l'indice 1bis.

### Intégration à la STCRP
Avec l'intégration du réseau de l'Est parisien dans la STCRP, la ligne se voit attribuer de nouveaux indices, le 1 devient 95a et le 1bis devient 95b. La ligne disparait le 17 décembre 1934.  

## Infrastructure

### Le tracé
La ligne partait de la place de la République à Paris, empruntait l'avenue de la République puis l'avenue Gambetta. Elle franchissait ensuite la porte de Romainville (aujourd'hui Porte des Lilas) puis traversait les communes du Pré-Saint-Gervais, Les Lilas et Romainville. Le dépôt se trouvait aux Lilas.

### Ouvrages
- Les tramways Parisiens, Jean Robert, Paris 1992, 3e édition
- Guide des sources de l'histoire des transports publics urbains à Paris et en Île-de-France, Henri Zuber, Sheila Hallsted-Baumert, Claude Berton, Publication de la Sorbonne, 1998

### Articles
- Décret 27183 établi par le président de la République pour la déclaration d'utilité publique du tramway de Paris à Romainville